# Christine Kabisch
Christine Kabisch (* 1953 in Wiesbaden) ist eine deutsche Filmregisseurin, die in Berlin lebt.

## Werdegang
Christine Kabisch absolvierte zwei Jahre lang ein Sprachstudium in Paris und spricht neben ihrer Muttersprache deutsch, französisch und englisch. Im Anschluss an das Auslandsstudium studierte sie Dramaturgie in Köln und München. Sechs Jahre arbeitete sie als Regieassistentin, unter anderem mit Wolf Gremm (Nach Mitternacht, 1981; Kamikaze 1989, 1982) und Michael Verhoeven (Killing Cars, 1986). Seit 1985 führt sie Regie in den Bereichen Kinofilm, Fernsehspiel, Fernsehserie, Theater und in der Werbung. Sie arbeitete in Europa, in Afrika, in den USA und in Australien.
Sie ist Mitglied im Bundesverband Regie und bei ProQuote Regie.

## Filmografie
- 1981: Nach Mitternacht (Regie-Assistenz)
- 1982: Kamikaze 1989 (Regie-Assistenz)
- 1986: Killing Cars (Regie-Assistenz)
- 1988–1989: Fest im Sattel (Fernsehserie, 48 Folgen)
- 1992: Karriere mit Elefanten
- 1993: Freunde fürs Leben (Fernsehserie, 6 Folgen; damals noch als Christine Kabisch-Knittel)
- 1995–1998: girl friends – Freundschaft mit Herz (Fernsehserie, 29 Folgen)
- 1995: Das Traumschiff: Tasmanien
- 1996: Das Traumschiff: Sydney
- 2000: Hotel Elfie (Fernsehserie, 4 Folgen)
- 2000: Scheidung auf Rädern
- 2000: Scharf aufs Leben (auch Drehbuch)
- 2002: Broti & Pacek – Irgendwas ist immer (Fernsehserie, 2 Folgen)
- 2004: Der Traum vom Süden
- 2004: Einmal Bulle, immer Bulle (Fernsehserie, 4 Folgen)
- 2005–2008: Familie Sonnenfeld (Fernsehserie, 5 Folgen)
- 2006: Das Glück klopft an die Tür
- 2007: Ich heirate meine Frau
- 2007: Eine Robbe und das große Glück (nur Drehbuch)
- 2006: Eine Robbe zum Verlieben
- 2009: Geld.Macht.Liebe (Fernsehserie, 13 Folgen)
- 2010: Ich trag dich bis ans Ende der Welt
- 2011: Die geerbte Familie
- 2012: Schlaflos in Schwabing
- 2012: Heiter bis tödlich (Fernsehserie, 3 Folgen)
- 2013: Familie inklusive
- 2014: Rosamunde Pilcher: Evitas Rache
- 2016: Va Banque (Kurzfilm)
- 2017–2019: Rote Rosen (Fernsehserie, 65 Folgen)